# Olympische Sommerspiele 1904/Teilnehmer (Südafrika)
| Gelbes Symbol für Goldmedaillen mit stilisierten Olympischen Ringen | Graues Symbol für Silbermedaillen mit stilisierten Olympischen Ringen | Braundes Symbol für Bronzemedaillen mit stilisierten Olympischen Ringen |
| ------------------------------------------------------------------- | --------------------------------------------------------------------- | ----------------------------------------------------------------------- |
| —                                                                   | —                                                                     | —                                                                       |

Südafrika nahm an den Olympischen Sommerspielen 1904 in St. Louis, Vereinigte Staaten von Amerika, mit einer Delegation von acht Sportlern (allesamt Männer) an zwei Wettbewerben in zwei Sportarten teil. Es konnten keine Medaillen gewonnen werden. Es war die erste Teilnahme an Olympischen Sommerspielen für das Land.

## Teilnehmer nach Sportarten

### Leichtathletik
- Bertie Harris
  - Marathon

Finale: Wettkampf nicht beendet (DNF)

- Jan Mashiani
  - Marathon

Finale: Rang zwölf

- Len Taunyane
  - Marathon

Finale: Rang neun

### Tauziehen
Boer Team
- Ergebnisse
Viertelfinale: ausgeschieden gegen die US-amerikanische Mannschaft Milwaukee A.C.
Rang fünf
- Mannschaft
Pieter Hillense
Pieter Lombard
Johannes Schutte
Paulus Visser
Christopher Walker